# Distrito de Asht
Asht (en tayiko: Ноҳияи Ашт) es un distrito de Tayikistán, en la provincia de Sughd. 
Comprende una superficie de 2790 km².
El centro administrativo es la ciudad de Shaydon.

## Demografía
Según estimación 2009 contaba con una población total de 99 403 habitantes.

## Otros datos
El código ISO es TJ.SU.AS, el código postal 735790 y el prefijo telefónico +992 3453.